# Baie de la Recherche
La baie de la Recherche (en anglais : Recherche Bay)  est une baie situé à l'extrémité sud-ouest de la Tasmanie, en Australie. Elle fut découverte par l'expédition d'Entrecasteaux de 1793 chargée de retrouver l'explorateur Jean-François de La Pérouse. Elle doit son nom à La Recherche, une des deux frégates de l'expédition.

## Exploration française
L'expédition française atteint la baie de la Recherche le 23 avril 1792 et y établit un camp ; un observatoire botanique et scientifique est construit à proximité de la baie. Les Français y séjournent 26 jours, puis à nouveau en janvier 1793 pour 24 jours. Ces escales étaient avant tout destinées à réapprovisionner les navires en vivres et en eau douce, à reposer les équipages et à permettre aux scientifiques de l'expédition d'effectuer leurs recherches. Les botanistes Jacques Labillardière, Claude Riche et Étienne Pierre Ventenat, assistés de Félix Delahaye, collectèrent et cataloguèrent près de 5 000 spécimens parmi lesquels l'Eucalyptus globulus qui deviendra plus tard l'emblème floral de la Tasmanie. L'expédition établit des contacts pacifiques avec les aborigènes tasmans en 1793.
L'observatoire scientifique de la baie de la Recherche fut le site des premières expériences scientifiques sur le sol australien. C'est dans cet observatoire que l'astronome Elisabeth Paul Edouard de Rossel conduisit une série de mesures qui prouvèrent que le géomagnétisme variait avec la latitude.

## Établissement britannique
Étant à l'écart des grandes zones de peuplement de l'île, exposée aux vents venant de l'est et entourée d'un terrain et de sols de nature à décourager l'agriculture européenne, la baie de la Recherche ne connut qu'un développement modéré à la suite de la colonisation britannique de la terre de Van Diemens. Dans les années 1830 et 1840, la baie compte une station de chasse à la baleine ainsi qu'une base pour les pilotes guidant les navires à travers le canal d'Entrecasteaux. Les baleiniers s'abritant occasionnellement dans la baie, deux d'entre eux - le Maria Orr en 1846 et le Offley en 1880 - s'y échoueront en raison des vents puissants. La principale activité économique, à la fin du XIXe siècle et au début de XXe siècle, était la collecte de bois, principalement autour du village de Leprena et l'exploitation de mines de charbon, autour de la ville de Catamaran. La Catamaran Coal Company y emploie l'ancien navire James Craig comme dépôt de charbon.

## Controverse récente
En 2003, les propriétaires privés du site de l'expédition d'Entrecasteaux demandèrent la permission d'abattre une partie de la forêt présente autour de la baie, déclenchant une campagne destinée à protéger le site de la destruction.
En janvier 2006, le Tasmanian Land Conservancy (TLC) annonce un plan pour lever des capitaux à hauteur de 1,3 million A$ afin d'acquérir le site auprès des propriétaires privés. L'homme d'affaires et entrepreneur australien Dick Smith fit don de 100 000 A$ pour cette cause. Deux semaines plus tard, l'organisme public annonçait avoir collecté 2 millions A$ afin d'acheter et de réhabiliter le site. TLC en est aujourd’hui le propriétaire

## Citations
« Il serait difficile de décrire mes sentiments à la vue de ce havre solitaire situé à l'extrémité du globe, si parfaitement clos que l'on se sent à l'écart du reste de l'univers. Tout y est influencé par le paysage accidenté et sauvage. À chaque pas, l'on rencontre les beautés d'une nature préservée, avec des signes de décrépitude, des arbres atteignant une très grande hauteur, et de diamètre correspondant, dépourvues de branches le long du tronc, mais couronné d'un feuillage vert persistant. Certains de ces arbres semblent aussi vieux que le monde, et ils sont si étroitement entrelacés qu'ils sont impénétrables. »

— Bruni d'Entrecasteaux, Baie de la Recherche, janvier 1793